# Colostethus beebei
Anomaloglossus beebei là một loài ếch thuộc họ Dendrobatidae.
Loài này có ở Guyane thuộc Pháp, Guyana, Suriname, và có thể cả Brasil.
Môi trường sống tự nhiên của chúng là rừng ẩm vùng đất thấp nhiệt đới hoặc cận nhiệt đới và đầm nước ngọt có nước theo mùa.

## Hình ảnh

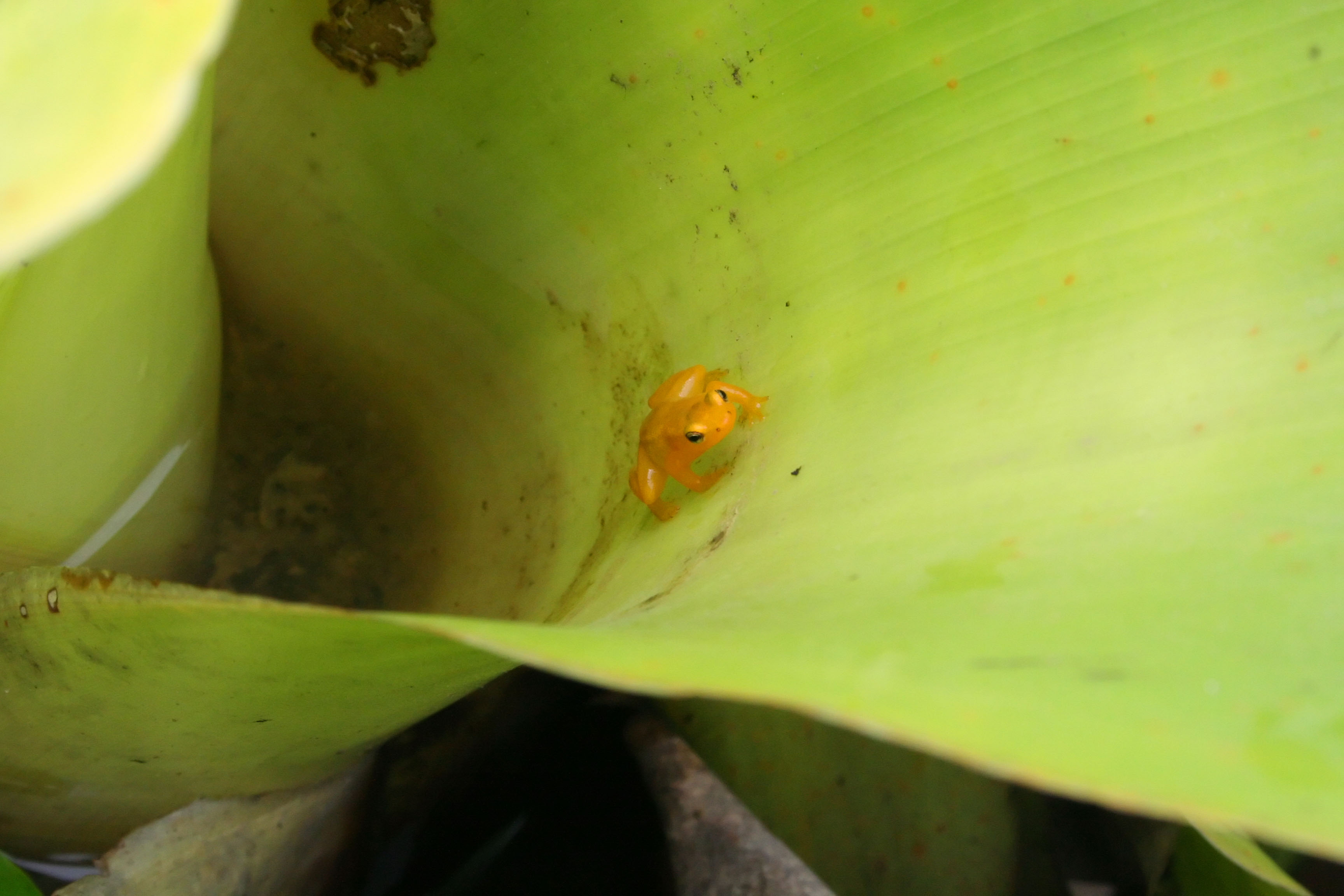